# 美國海军设施工程系統司令部
海軍設施工程系統司令部（英語：Naval Facilities Engineering Systems Command）是美國海軍最古老的系統司令部，於1842年8月成立為船塢與碼頭局，1966年美國海軍部成立後，船塢與碼頭局改名為海軍設施工程系統司令部。2020年正式更名為海軍設施工程系統司令部，負責為海軍以及海軍陸戰隊提供設施和遠征協助。